# Mosqueados
"Pontos (ou manchas) de cor ou tonalidade diferente, entremeadas com a cor dominante da matriz de um horizonte do solo. Nos solos onde ocorre oxi-redução do ferro são comuns as ocorrências de mosqueados de cor ferruginosa." 
1. ↑  «Pedologia: O solo na sala de aula». extensao.cecierj.edu.br. Consultado em 29 de outubro de 2019